# Comisión Militar Central de la República Popular China
La Comisión Militar Central (CMC) de la República Popular China (chino simplificado: 中央军事委员会, chino tradicional: 中央軍事委員會, pinyin: Zhōngyāng Jūnshì Wěiyuánhuì) es la máxima autoridad del ejército chino, el Ejército Popular de Liberación.
Formalmente, la Comisión Militar Central existe como dos instituciones diferentes, una dependiente del Partido Comunista de China, y la otra dependiente del aparato del estado. En la práctica, no existe diferencia entre las dos versiones de la institución.

## Miembros y líderes
Los miembros de las dos Comisiones Militares Centrales difieren únicamente a causa de los diferentes períodos de convocatoria de la Asamblea Nacional del Partido Comunista de China y de la Asamblea Popular Nacional de la República Popular China. Por ejemplo, algunos miembros elegidos para el Comité Militar Central del Partido en la XVI Asamblea Nacional del Partido Comunista de China en noviembre de 2002 entraron en la Comisión Militar Central en marzo de 2003, cuando se convocó la X Asamblea Popular Nacional. Tradicionalmente, el Comité Militar Central ha consistido sólo en comandantes militares uniformados, exceptuando el presidente y el vicepresidente (si lo hay) que son Secretarios Generales del PCCh. Otra tradición es que los miembros militares lo sean también del Comité Central del Partido Comunista de China, pero no del Comité Permanente de su Buró Político ni del Consejo de Estado. Los miembros militares de la Comisión Militar Central son elegidos aparentemente mediante procedimientos de promoción regular desde el Ejército Popular de Liberación (EPL).
De esta forma, en cualquier caso, las fuerzas armadas de China están comandadas y lideradas por personal de la oficina central, el departamento general de política, el departamento general de logística y el departamento general de armamento del EPL, que siguen las directivas de la CMC. Junto a los cargos de secretario general del Partido y de Presidente de la República, el puesto de presidente de la CMC es uno de los cargos más altos en la jerarquía del estado. En los últimos años, ha sido habitual que los tres cargos sean ocupados por una misma persona. Es el caso actual con Xi Jinping, como lo fue anteriormente con Hu Jintao o con Jiang Zemin.
El presidente de la Comisión Militar Central es a menudo un alto cargo veterano que ha abandonado su puesto anterior, por ejemplo la presidencia de la CMC fue ejercida por Deng Xiaoping y Jiang Zemin tras retirarse de sus puestos. En el caso de Deng Xiaoping, a causa de su gran prestigio, fue capaz de ejercer un poder considerable tras su retiro, en parte debido a su cargo de presidente del Comité Militar Central.
Se especula que Jiang Zemin fue capaz de retener cierta autoridad tras el retiro de sus cargos de Secretario General y Presidente. Un factor importante que fue pasado por alto por muchos analistas es que a diferencia de Deng Xiaoping, quien siempre tuvo relaciones próximas con el Ejército Popular de Liberación, Jiang no tenía un pasado militar. Además, con la promoción de la cuarta generación de líderes de la vertiente civil del partido, se produjo la correspondiente promoción de los líderes militares. Todos los miembros militares de la Comisión Militar Central provienen de la generación de Hu Jintao en lugar de la generación de Jiang, y, durante el tiempo de la transición del liderazgo, aparecieron editoriales muy duros de los oficiales militares sugiriendo que el ejército tendría fuertes objeciones al intento de Jiang de ejercer el poder desde la sombra. Finalmente Jiang Zemin traspasó su puesto de presidente de la Comisión Militar Central del Partido en septiembre de 2004, y de la del Estado en marzo de 2005, lo cual permitió a Hu Jintao confirmar su condición de nuevo líder máximo de la República Popular China.

## Función
Durante los períodos de tensión política como la revuelta de la Plaza de Tiananmén de 1989 de 1989, este sistema funcionó en la forma habitual. De acuerdo con la Constitución del Partido Comunista de China, el poder se ejerce desde el Comité Permanente del Buró Político del Comité Central del Partido Comunista de China cuando el Comité central y el Buró Político del Partido están cerrados. En 1989, los cinco miembros del Comité Permanente del Buró Político (Zhao Ziyang, Li Peng, Qiao Shi, Yao Yilin y Hu Qili), determinaron la decisión del Buró, que apoyaba al presidente de la Comisión Militar de China, Deng Xiaoping. Zhao Ziyang, a pesar de ser el Secretario General del Partido, debía obedecer la opinión mayoritaria del Comité Permanente del Buró Político del Partido. Así que la Comisión Militar Central, con su presidente Deng Xiaoping mantuvieron la legitimidad teórica del Comité Permanente del Buró Político en 1989. Durante las protestas, el presidente de la República Popular China, Yang Shangkun, cooperó con el Comité Permanente del Buró Político y el presidente de la Comisión Militar Central, Deng Xiaoping.